# Wilhelm Egger
Wilhelm Emil Egger, O.F.M.Cap, (Innsbruck, 14 mei 1940 - Bozen, 16 augustus 2008), was een Oostenrijks geestelijke en bisschop van de Katholieke Kerk.
Egger woonde met zijn ouders in Bergen bei Traunstein tot zijn vader in 1944 omkwam tijdens de Tweede Wereldoorlog. Daarna verhuisde hij met zijn moeder en tweelingbroer naar Sterzing, waar even later zijn moeder ook overleed. Hij trad op zestienjarige leeftijd in bij de Orde der Capucijnen en werd in 1965, tegelijk met zijn tweelingbroer tot priester gewijd. Van 1965 tot 1971 vervolgde hij zijn theologische studies aan de universiteit van Fribourg in Zwitserland en aan het Pauselijk Bijbel Instituut in Rome. In 1972 sloot hij deze studies af met een dissertatie. Hij werd meteen daarop benoemd tot professor in het Nieuwe Testament aan de Theologisch-filosofische Hogeschool in Brixen. Nadat hij in 1981 aan de universiteit van Innsbruck zijn habilitatie had geschreven, werd hij decaan van de hogeschool in Brixen.
Op 31 augustus 1986 benoemde paus Johannes Paulus II Egger tot bisschop van Bozen-Brixen. Hij was een actieve bisschop, die binnen tien jaar alle 280 parochies van zijn bisdom bezocht. Hij bleef daarnaast actief in de Bijbelwetenschap. In 1988 was hij gastheer van een paus, namelijk toen Johannes Paulus II een pelgrimage ondernam naar het Heiligdom van Pietralba, nabij Bozen. Binnen de Italiaanse bisschoppenconferentie vervulde hij verschillende commissariaten op dat gebied. In januari 2008 benoemde paus Benedictus XVI hem tot secretaris van de bisschoppensynode die in oktober 2008 bijeenkwam rond het thema "Bijbel". In augustus 2008 was Egger gastheer van paus Benedictus, die zijn zomervakantie doorbracht in Brixen. Nauwelijks een week nadat Egger afscheid had genomen van de paus, overleed hij plotseling aan de gevolgen van een hartinfarct. 
Op 17 augustus 2008 herdacht Benedictus bisschop Egger na het Angelusgebed.

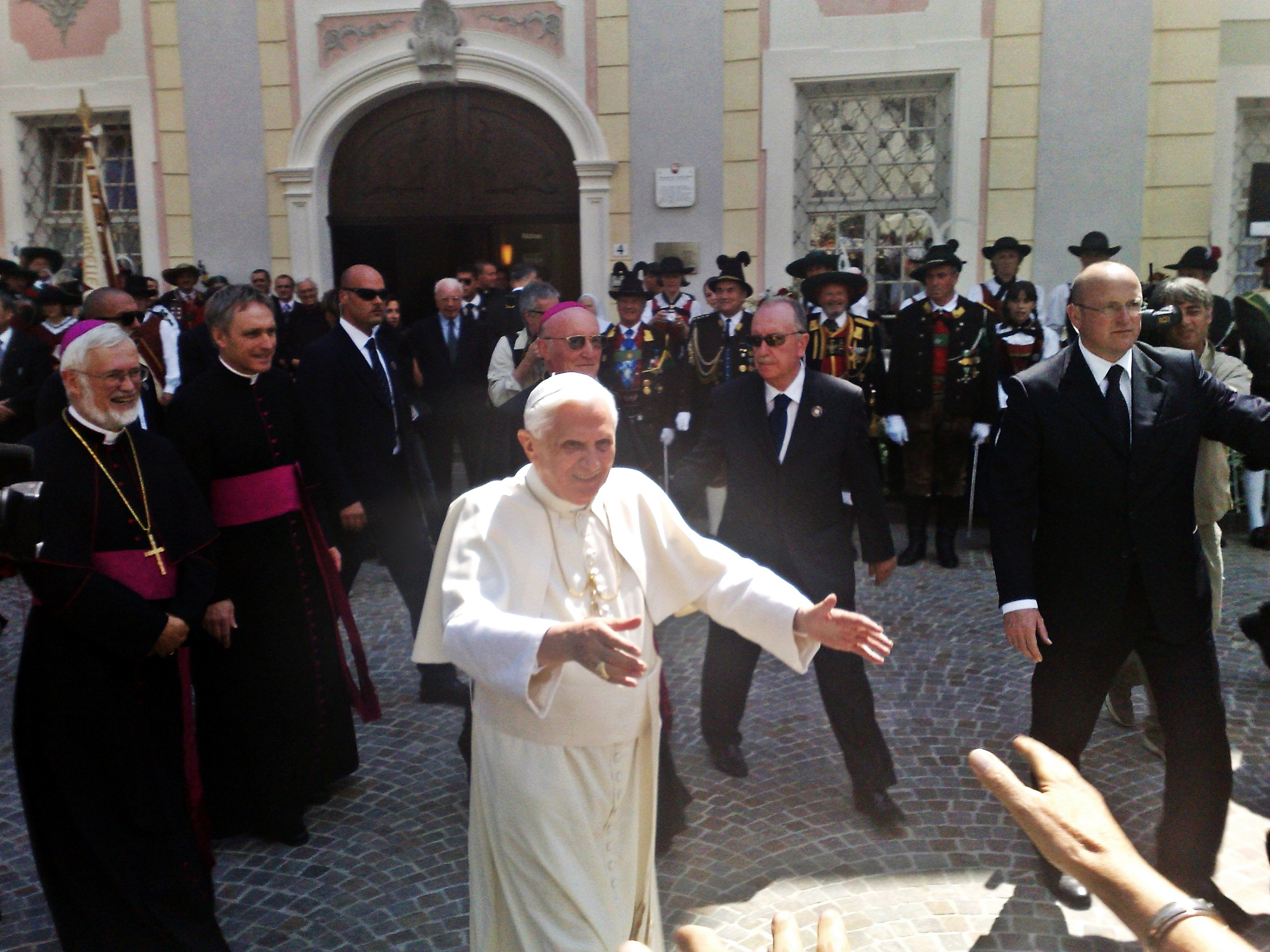
Paus Benedictus XVI tijdens zijn bezoek aan Brixen in 2008. Bisschop Egger staat uiterst links.

- Bibsys: 90243354
- Bibliothèque nationale de France: cb12808361s (data)
- Gemeinsame Normdatei: 129037141
- International Standard Name Identifier: 0000 0001 1023 2970
- Library of Congress Control Number: n88636721
- Nationale Bibliotheek van Tsjechië: ola2009531449
- Nationale Bibliotheek van Israël: 987007279417305171
- Nederlandse Thesaurus van Auteursnamen: 068151616
- Istituto Centrale per il Catalogo Unico: CFIV037326
- Système universitaire de documentation: 080092373
- Virtual International Authority File: 28139427
- WorldCat: E39PBJpPyMWgTFpFHGk9VvB773